# Belval-sous-Châtillon
Belval-sous-Châtillon è un comune francese di 178 abitanti situato nel dipartimento della Marna nella regione del Grand Est.

## Società

### Evoluzione demografica
Abitanti censiti